# برونوو گونزاتو
برونوو گونزاتو (انگلیسی: Bruno Gonzato؛ زادهٔ ۲۰ مهٔ ۱۹۴۴) دوچرخه‌سوار اهل ایتالیا است.
وی در مسابقات کشوری و بین‌المللی در مجموع برندهٔ ۱ مدال طلا شده‌است.